# Carteira
Uma carteira é uma espécie de pequeno objeto, compacto, retangular e dobrável, usualmente feito de polímero e/ou couro, contendo divisões internas especialmente feitas para guardar dinheiro, documentos, cartões entre outros.